# Мордред
Мордред (англ. Mordred, Medraut; лат. Medrawd) — лицар Круглого столу, один з головних негативних персонажів міфів про короля Артура. Син і одночасно племінник Артура і його сестри.
Мордред — один з персонажів легенд про короля Артура, відомий як підлий зрадник, який бився з королем на смерть на полі Камлан, де був убитий Артуром, а сам Артур був смертельно поранений. Різні джерела вказують на різні родинні стосунки його з Артуром, але найбільше відомий варіант, де Мордред представлений незаконним сином Артура і його сестри — Морґаузи. У більш ранніх джерелах Мордред відомий як законний син Морґаузи (також відомої як Анна) та її законного чоловіка Лота Оркнейського. Таким чином, його братами є Ґавейн, Аґравейн, Ґахеріс і Ґарет.

## Життєпис

### Походження
Уперше незаконність походження Мордреда з'явилася у французькій версії легенди, відомої як Вульґата — Цикл про Ланселота та пошук  Ґрааля (Lancelot-Grail Vulgate Cycle), потім підхоплена в більшості пізніх версій. У цих версіях інцест відбувається випадково, учасники не інформовані про спорідненість між собою. В одній версії Морґауза приймає Артура за свого чоловіка, який вирішив відвідати її вночі. В іншому варіанті Артур, охоплений пристрастю до Морґаузи, бере її силою. Незалежно від причини звістка про інцест зазвичай сприймається дуже болісно; дізнавшись від Мерліна пророцтво про дитину, народжену 1 травня (а Мордред народився якраз 1 травня), який знищить королівство, Артур зібрав разом всіх дітей шляхетних сімейств, народжених у травні, і відправив на зламаному кораблі в море. Корабель потонув, але єдина вціліла дитина — Мордред — була врятована і повернута батькам.

### Мордред у легендах про короля Артура
Мордред присутній у всіх легендах про Артура, починаючи з самих ранніх. Уперше згадка про нього присутня в Анналах Камбрії (Annales Cambriae) в записі, датованому 537 роком:
Битва при Камлані, в якій загинули Артур і Медраут (англ. The strife of Camlann, in which Arthur and Medraut fell)
Самі Аннали були записані між 960 і 970 роками, хоча їх автори посилаються на більш ранні джерела. Мордред асоціюється з Камланом, починаючи з найбільш раннього часу, але, як стверджує Leslie Alcock, це коротке повідомлення не дає ніякої інформації про те, чи вбив він Артура або був убитий Артуром, або навіть про те, чи билися вони один проти одного; читач сприймає це повідомлення в рамках усталеного сприйняття пізніших версій. Але навіть якщо він не підлий зрадник, яким представлений у пізніших джерелах, це повідомлення, а також те, що він присутній в Уельській тріаді (Welsh Triads) та генеалогічних списках, показує що принаймні він був добре відомою людиною.
Перші докладні відомості про Мордреда з'являються в роботі Джеффрі Монмутського Historia Regum Britanniae, де він уперше з'являється у своїй ролі зрадника. Джеффрі вперше для читачів поза Уельсом представляє Мордреда, оповідаючи про те, як Артур залишив Мордреда охороняти свій трон, поки він відправиться на континент битися з Римським Імператором Люціем. Поки Артур був відсутній, Мордред оголосив себе королем і одружився з Ґвіневерою, змусивши Артура повернутися до Британії. Вони билися на полі Камлан, де Мордред загинув, а Артура забрали на острів Авалон. Наступник Артура Костянтин III Британський був змушений потім розбиратися із залишками армії Мордреда, керованої його синами.
Деякі уельські джерела також згадують Мордреда, зазвичай по відношенню до Камлана. Одна тріада, заснована на Historia Джеффрі Монмутського, розповідає про його зраду Артура; в іншій він представлений як організатор одного з «Трьох неприборканих грабежів на острові Британія» — він прийшов у маєток Артура в Kelliwic до Корнуолу, знищив всю їжу і питво і навіть стягнув Gwenhwyfar (Ґвіневеру) з її трону і вдарив її. В уельських записах Мордред ніколи не вважався сином Артура, тільки племінником, хоча «Сон Ронабі» (The Dream of Rhonabwy) згадує, що Артур був його прийомним батьком. Можливо, пізніше подання Мордреда як злісного сина Артура має прецедент в особі Амра (Amhar / Amr), сина Артура, про якого є всього лише дві згадки. Найважливішим із них є запис у додатку Historia Britonum, у якому описується його чудова могила біля струмка в Херфордширі, де він був убитий своїм батьком в якійсь невідомій нам трагедії. Однак які можуть бути паралелі між історією Амра та історією Мордреда? Якщо вони є, ніхто поки не зміг задовільно пояснити.
У Джеффрі Монмутського і в деяких інших джерелах, таких як Alliterative Morte Arthure, Мордред одружується з Ґвіневерою, схоже, за взаємною згодою, після того, як узурпує трон. Однак у пізніших авторів, таких як автор циклу Ланселот-Ґрааль і Томас Мелорі, Ґвіневера не є зрадницею — вона біжить від наполегливих пропозицій Мордреда і замикається в Лондонському Тауері. Любовний трикутник раніше пов'язаний з нею і в пізніших варіантах, але Мордред у ньому був замінений Ланселотом.
Як Джеффрі, так і цикл Ланселот-Ґрааль описують двох синів Мордреда. У Джеффрі наступник Артура Костянтин вистежив і вбив їх у їх сховищах, у циклі Ланселот-Ґрааль старший син Мордреда, Мелехан, був убитий Борсом, тоді як Ланселот убив його брата.

#### Мордред за Мелорі

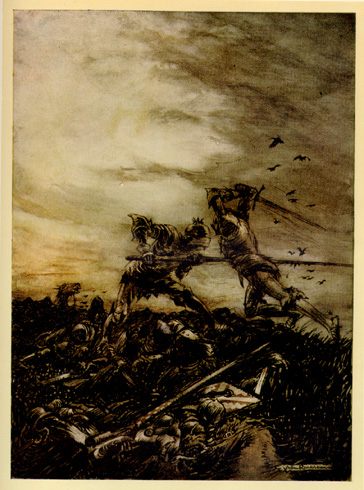
Артур вбиває Мордреда. Рис. Артура Рекхема

##### Характер
Мордред був посвячений у лицарі Круглого Столу, але не прославився ніякими подвигами. Серед інших лицарів не користувався повагою, вважався підступним і боягузливим. Одного разу на турнірі був переможений невідомим лицарем, яким виявився сер Ланселот Озерний.

##### Викриття Ґвіневери і Ланселота
Мордред спровокував конфлікт Артура з Ланселотом Озерним (а, можливо, й організував його), розповівши королю про зраду з цим лицарем королеви Ґвіневери. Артур послав вірних йому людей під командою Мордреда заарештувати Ланселота, та прихильники бунтівного лицаря розбили королівський загін, від руки Ланселота впали беззбройні парламентарі — племінники Артура, брати Ґарет Білоручка і Ґахеріс. Завдяки цьому, особистим ворогом Ланселота став рівний йому за доблестю Ґавейн, старший брат загиблих і вірний прихильник короля. Сам же Мордред залишився живий і лише легко поранений.
Ланселот і Ґвіневера втекли в замок Тінтагель, а звідти - до Франції. Артур і Ґавейн, переслідуючи зрадників, залишили Мордреда намісником у Британії. Підбурюваний матір'ю, Мордред, згадавши про своє походження, здійснив переворот і спробував привласнити владу, коронований як король. Загін Ґавейна, який спробував навести порядок, був розбитий, а сам Лицар Білого Оленя, що вийшов у бій пораненим після поєдинку з Ланселотом, загинув від рук людей Мордреда.

##### Убивство Артура
Артур, дізнавшись про смути на батьківщині, терміново уклав перемир'я з Ланселотом і відплив до Британії. Війська короля і самозванця зустрілися на Камланському полі, спочатку для переговорів. Але між лицарями сталася сутичка, і обидві армії вплуталися в бій. До кінця битви на ногах залишилися всього кілька лицарів, у тому числі батько і син. Зійшовшись у вирішальній дуелі, Мордред важко поранив короля, але й сам був заколеним наповал його списом. Але рана, нанесена Мордредом, виявилася згубною і для Артура: перед боєм лицар розбив об лезо свого меча склянку з отрутою, а зброєносець Мордреда в гарячці бою зрізав у Артура піхви Екскалібура, які дарували йому невразливість у бою. Мордред зміг поранити свого короля, і рана виявилася смертельною.
Цікавий факт — до роману Кретьєна де Труа, який ввів образ Ланселота в літературу, сюжету про кохання Ланселота і Ґвіневери не існувало. У ранній літературі королева зраджувала чоловікові з Мордредом («Медраудом» у Джеффрі Монмутського) і, до речі, народила йому двох синів.

## У масовій культурі
Образ Мордреда часто ставав об'єктом драматизації в літературі, кінематографі та музиці. В оригінальних творах Кретьєна де Труа і сера Томаса Мелорі Мордред розглядається виключно як антагоніст ідеального правителя Артура, лиходій і бунтівник, до того ж, пов'язаний з чорною магією і диявольськими силами. Але багато сучасних літературних версій міфу виправдовують Мордреда, представляючи його нещасним, позбавленим батьківської любові юнаком, який потерпає через своє незаконне походження і знаходиться під повною владою матері. Схожий образ Мордреда фігурує в пісні групи Blind Guardian — # 5 Mordred's Song.
У серіалі Стівена Кінга «Темна Вежа» ім'ям «Мордред» названо демона, людино-павука, зачату в складних умовах демоницею Міа, що з'їв власну матір відразу після народження. Мордред — одночасно син і Роланда, і Червоного Короля.
У 1982 році Міжнародний Астрономічний Союз присвоїв кратеру на супутнику Сатурна Мімасі найменування Мордред.
Є головним героєм тематичної серії від NeocoreGames.
Слуга класу "Сейбер" червоних в Fate/apocrypha

## Сімейне дерево
|           |           |           |           |           |           |        |        |             |             |             |             |             |             |  |  |            |            | г. Ґорлуа  | г. Ґорлуа  | г. Ґорлуа  | г. Ґорлуа  | г. Ґорлуа | г. Ґорлуа |         |         |         |         |         |         |  |  |                    |                    |                    |                    | Іґрейна            | Іґрейна            | Іґрейна | Іґрейна | Іґрейна         | Іґрейна         |                 |                 |                 |                 |  |  |              |              |              |              | к. Утер Пендраґон | к. Утер Пендраґон | к. Утер Пендраґон | к. Утер Пендраґон | к. Утер Пендраґон | к. Утер Пендраґон |          |          | к. Лодеґранс | к. Лодеґранс | к. Лодеґранс | к. Лодеґранс | к. Лодеґранс | к. Лодеґранс |  |  |  |  |  |  |
|           |           |           |           |           |           |        |        |             |             |             |             |             |             |  |  |            |            | г. Ґорлуа  | г. Ґорлуа  | г. Ґорлуа  | г. Ґорлуа  | г. Ґорлуа | г. Ґорлуа |         |         |         |         |         |         |  |  |                    |                    |                    |                    | Іґрейна            | Іґрейна            | Іґрейна | Іґрейна | Іґрейна         | Іґрейна         |                 |                 |                 |                 |  |  |              |              |              |              | к. Утер Пендраґон | к. Утер Пендраґон | к. Утер Пендраґон | к. Утер Пендраґон | к. Утер Пендраґон | к. Утер Пендраґон |          |          | к. Лодеґранс | к. Лодеґранс | к. Лодеґранс | к. Лодеґранс | к. Лодеґранс | к. Лодеґранс |  |  |  |  |  |  |
|           |           |           |           |           |           |        |        |             |             |             |             |             |             |  |  |            |            |            |            |            |            |           |           |         |         |         |         |         |         |  |  |                    |                    |                    |                    |                    |                    |         |         |                 |                 |                 |                 |                 |                 |  |  |              |              |              |              |                   |                   |                   |                   |                   |                   |          |          |              |              |              |              |              |              |  |  |  |  |  |  |
|           |           |           |           |           |           |        |        |             |             |             |             |             |             |  |  |            |            |            |            |            |            |           |           |         |         |         |         |         |         |  |  |                    |                    |                    |                    |                    |                    |         |         |                 |                 |                 |                 |                 |                 |  |  |              |              |              |              |                   |                   |                   |                   |                   |                   |          |          |              |              |              |              |              |              |  |  |  |  |  |  |
| к. Уріенс | к. Уріенс | к. Уріенс | к. Уріенс | к. Уріенс | к. Уріенс |        |        | Фея Морґана | Фея Морґана | Фея Морґана | Фея Морґана | Фея Морґана | Фея Морґана |  |  | к. Нантрес | к. Нантрес | к. Нантрес | к. Нантрес | к. Нантрес | к. Нантрес |           |           | Елейна  | Елейна  | Елейна  | Елейна  | Елейна  | Елейна  |  |  | к. Лот Оркнейський | к. Лот Оркнейський | к. Лот Оркнейський | к. Лот Оркнейський | к. Лот Оркнейський | к. Лот Оркнейський |         |         | Морґауза        | Морґауза        | Морґауза        | Морґауза        | Морґауза        | Морґауза        |  |  | Король Артур | Король Артур | Король Артур | Король Артур | Король Артур      | Король Артур      |                   |                   |                   |                   |          |          | Ґвіневра     | Ґвіневра     | Ґвіневра     | Ґвіневра     | Ґвіневра     | Ґвіневра     |  |  |  |  |  |  |
| к. Уріенс | к. Уріенс | к. Уріенс | к. Уріенс | к. Уріенс | к. Уріенс |        |        | Фея Морґана | Фея Морґана | Фея Морґана | Фея Морґана | Фея Морґана | Фея Морґана |  |  | к. Нантрес | к. Нантрес | к. Нантрес | к. Нантрес | к. Нантрес | к. Нантрес |           |           | Елейна  | Елейна  | Елейна  | Елейна  | Елейна  | Елейна  |  |  | к. Лот Оркнейський | к. Лот Оркнейський | к. Лот Оркнейський | к. Лот Оркнейський | к. Лот Оркнейський | к. Лот Оркнейський |         |         | Морґауза        | Морґауза        | Морґауза        | Морґауза        | Морґауза        | Морґауза        |  |  | Король Артур | Король Артур | Король Артур | Король Артур | Король Артур      | Король Артур      |                   |                   |                   |                   |          |          | Ґвіневра     | Ґвіневра     | Ґвіневра     | Ґвіневра     | Ґвіневра     | Ґвіневра     |  |  |  |  |  |  |
|           |           |           |           |           |           |        |        |             |             |             |             |             |             |  |  |            |            |            |            |            |            |           |           |         |         |         |         |         |         |  |  |                    |                    |                    |                    |                    |                    |         |         |                 |                 |                 |                 |                 |                 |  |  |              |              |              |              |                   |                   |                   |                   |                   |                   |          |          |              |              |              |              |              |              |  |  |  |  |  |  |
|           |           |           |           | Івейна    | Івейна    | Івейна | Івейна | Івейна      | Івейна      |             |             |             |             |  |  |            |            |            |            |            |            |           |           |         |         |         |         |         |         |  |  |                    |                    |                    |                    |                    |                    |         |         |                 |                 |                 |                 |                 |                 |  |  |              |              |              |              |                   |                   |                   |                   |                   |                   | г. Санам | г. Санам | г. Санам     | г. Санам     | г. Санам     | г. Санам     |              |              |  |  |  |  |  |  |
|           |           |           |           | Івейна    | Івейна    | Івейна | Івейна | Івейна      | Івейна      |             |             |             |             |  |  |            |            |            |            |            |            |           |           |         |         |         |         |         |         |  |  |                    |                    |                    |                    |                    |                    |         |         |                 |                 |                 |                 |                 |                 |  |  |              |              |              |              |                   |                   |                   |                   |                   |                   | г. Санам | г. Санам | г. Санам     | г. Санам     | г. Санам     | г. Санам     |              |              |  |  |  |  |  |  |
|           |           |           |           |           |           |        |        |             |             |             |             |             |             |  |  | Ґавейн     | Ґавейн     | Ґавейн     | Ґавейн     | Ґавейн     | Ґавейн     |           |           | Ґахеріс | Ґахеріс | Ґахеріс | Ґахеріс | Ґахеріс | Ґахеріс |  |  | Аґравейн           | Аґравейн           | Аґравейн           | Аґравейн           | Аґравейн           | Аґравейн           |         |         | Ґарет Білоручка | Ґарет Білоручка | Ґарет Білоручка | Ґарет Білоручка | Ґарет Білоручка | Ґарет Білоручка |  |  |              |              |              |              |                   |                   |                   |                   |                   |                   |          |          |              |              |              |              |              |              |  |  |  |  |  |  |
|           |           |           |           |           |           |        |        |             |             |             |             |             |             |  |  | Ґавейн     | Ґавейн     | Ґавейн     | Ґавейн     | Ґавейн     | Ґавейн     |           |           | Ґахеріс | Ґахеріс | Ґахеріс | Ґахеріс | Ґахеріс | Ґахеріс |  |  | Аґравейн           | Аґравейн           | Аґравейн           | Аґравейн           | Аґравейн           | Аґравейн           |         |         | Ґарет Білоручка | Ґарет Білоручка | Ґарет Білоручка | Ґарет Білоручка | Ґарет Білоручка | Ґарет Білоручка |  |  |              |              |              |              |                   |                   |                   |                   | Ліонора           |                   |          |          |              |              |              |              |              |              |  |  |  |  |  |  |
|           |           |           |           |           |           |        |        |             |             |             |             |             |             |  |  |            |            |            |            |            |            |           |           |         |         |         |         |         |         |  |  |                    |                    |                    |                    |                    |                    |         |         |                 |                 |                 |                 |                 |                 |  |  |              |              |              |              |                   |                   |                   |                   |                   |                   |          |          |              |              |              |              |              |              |  |  |  |  |  |  |
|           |           |           |           |           |           |        |        |             |             |             |             |             |             |  |  |            |            |            |            |            |            |           |           |         |         |         |         |         |         |  |  |                    |                    |                    |                    |                    |                    |         |         |                 |                 |                 |                 | Мордред         |                 |  |  |              |              |              |              |                   |                   |                   |                   |                   |                   |          |          |              |              |              |              |              |              |  |  |  |  |  |  |
|           |           |           |           |           |           |        |        |             |             |             |             |             |             |  |  |            |            |            |            |            |            |           |           |         |         |         |         |         |         |  |  |                    |                    |                    |                    |                    |                    |         |         |                 |                 |                 |                 |                 |                 |  |  |              |              |              |              | Борс              |                   |                   |                   |                   |                   |          |          |              |              |              |              |              |              |  |  |  |  |  |  |

- г. - герцог
- к. - король